# 费迪南·比耶
费迪南·比耶（挪威語：Ferdinand Bie，1888年2月16日—1961年11月9日），挪威男子田径运动员，主攻全能项目。他曾代表挪威参加1912年夏季奥林匹克运动会田径比赛，获得男子五项全能金牌。